# Conrad Nordin
Nils Conrad Nordin, född 27 februari 1901, död 19 april 1985, var en svensk militärmusiker och dirigent.
Nordin studerade vid Kungliga musikkonservatoriet 1923–1929. Han var anställd vid Bohusläns regementes musikkår 1920–1935, musikdirektör vid Svea ingenjörkår 1935–1937, vid Norra Smålands regemente 1937–1957, dirigent för Nässjö orkesterförening 1937–1938, för Eksjö orkesterförening 1937–1957, samt för Eksjö manskör 1937–1945. Han invaldes som associé nr 189 i Kungliga Musikaliska Akademien den 28 mars 1946 och som ledamot 755 den 1 juli 1971.